# Transcriptie-terminatiesequentie
Een transcriptie-terminatiesequentie is een DNA-sequentie die ervoor zorgt dat de transcriptie stopt. Het is belangrijk dat dit gebeurt omdat het niet de bedoeling is dat het RNA-polymerase doorgaat tot het uiteinde van het chromosoom.